# Greta Van Fleet
Greta Van Fleet es una banda estadounidense de rock formada en Frankenmuth, Michigan en el año 2012. La banda está compuesta por el vocalista Josh Kiszka, el guitarrista Jake Kiszka, el bajista Sam Kiszka y el baterista Danny Wagner. 
Firmaron con la discográfica Lava Records en marzo de 2017 y en abril del mismo año la banda lanzó su primer EP, Black Smoke Rising. Su sencillo debut, «Highway Tune», encabezó las estaciones Billboard US Mainstream Rock Tracks en septiembre de 2017 como número uno durante cuatro semanas seguidas. Un segundo EP, From the Fires, el cual contiene las cuatro canciones de Black Smoke Rising y cuatro nuevas canciones, fue lanzado el 10 de noviembre de 2017, junto con un segundo sencillo, «Safari Song». Finalmente, el 19 de octubre de 2018 se lanza su álbum debut, titulado Anthem of The Peaceful Army. 
La banda está influenciada principalmente por el trabajo de Led Zeppelin y muchas otras bandas de rock y blues, con el vocalista principal Josh Kiszka teniendo una voz que se ha comparado con el «gruñido ronco» de Robert Plant. En 2018, mediante una entrevista, Robert Plant alega que «ellos son Led Zeppelin I» y describe a Josh Kiszka como un «hermoso pequeño cantante».

## Historia

### Formación y primeros años (2012 - 2015)
La banda se formó en Frankenmuth, Michigan en 2012 por Josh Kiszka, Sam Kiszka, Jake Kiszka y Kyle Hauck. Hauck posteriormente dejó la banda en octubre de 2013 y fue reemplazado el mismo año por Danny Wagner.
El nombre de la banda tiene su origen en una mujer a la que Josh, Jake y Sam le solían cortar leña en invierno. Sam contó que este era un pequeño trabajo que hacían para tener su propio dinero y que con ese dinero logró comprarse cuerdas nuevas para el bajo.
En el momento en que Hauck era el baterista, la banda grabó tres demos: «Highway Tune», «Cloud Train» y «Standing On». El 28 de febrero de 2014, un EP en vivo fue grabado en una toma y posteriormente lanzado el 7 de junio de 2014 de manera independiente. En 2014, el demo «Standing On» apareció en los anuncios de Chevy Equinox 2014 en el área de Detroit.

### Black Smoke Rising&From the Fires: Los nuevosLed Zeppelin(2016-2017)
El 17 de enero de 2016, el demo de «Highway Tune» apareció en Shameless. El 31 de marzo de 2017, dicho sencillo fue lanzado también en iTunes. El 2 de abril de 2017, comenzaron a transmitir la canción «Highway Tune». El 18 de abril de 2017, el video musical de dicha canción fue lanzado exclusivamente en Loudwire. Su EP debut, titulado Black Smoke Rising, fue lanzado el 21 de abril de 2017, y ese mismo día, fueron nombrados como la banda revelación de la semana de Apple Music.
En octubre de 2017, la banda ganó el premio de "Mejor Artista Nuevo" en los Loudwire Music Awards. El mismo día se anunció que un EP doble de ocho canciones titulado From the Fires se lanzaría el 10 de noviembre de 2017. Además de las cuatro pistas de Black Smoke Rising, From the Fires presenta las nuevas grabaciones «Edge of Darkness» y «Talk on the Street», así como una versión de «A Change Is Gonna Come» de Sam Cooke y una de «Meet on the Ledge» de Fairport Convention. Las cuatro nuevas canciones fueron grabadas en septiembre de 2017 en Rust Belt Studios en Detroit y producidas por Al Sutton y Marlon Young, el mismo dúo que produjo Black Smoke Rising. Un segundo sencillo, «Safari Song», también fue lanzado junto al segundo EP. Meses después Jake declaró que a pesar de que From The Fires fue lanzado con un EP doble, fue concebido con un LP y por eso en su categoría fue cambiado de EP a LP en todas las tiendas y plataformas de streaming, dejándolo así como el primer disco de larga duración de la banda.

### Anthem of the Peaceful Army: Hard Rock Moderno (2018-2020)
El 7 de septiembre de 2018, anuncian el título y la portada de su segundo disco de estudio, titulado Anthem of the Peaceful Army, el cual vio la luz el 19 de octubre a través de Lava Records y Republic Records, y del que se publicaron los adelantos «When the Curtain Falls», «Watching Over» y «Anthem» como singles oficiales. En una entrevista realizada por la revista australiana Heavy el día 29 de enero de 2019, Sam Kiszka declaró que la banda tenía planeado publicar su tercer disco en 2019, y que ya se encontraban "recopilando ideas" para el mismo.
Tras el lanzamiento de Anthem of the Peaceful Army la banda se embarcó en un tour mundial que cubrió todo Estados Unidos, Europa, Australia y Nueva Zelanda, Japón y algunos países de Sudamérica. Lo extenso de la gira privo a la banda de cumplir su deseo de editar su tercer disco en 2019, pero les permitió recopilar más influencias y dedicarle más tiempo a la composición de las canciones.
Parte de la gira fue en colaboración con la banda inglesa The Struts. Compartieron una serie de conciertos en Australia y Nueva Zelanda, finalmente los conciertos de Nueva Zelanda tuvieron que ser cancelados por una infección en los pulmones de Josh Kiszka. Posteriormente Greta Van Fleet y The Struts se encontrarían de nuevo el 7 de abril de 2019 en Brasil, donde los grupos se presentaron en el festival Lollapalooza.
En Brasil, Greta Van Fleet tocó frente a la que sería su mayor audiencia hasta la fecha: se estima que unas 150 000 personas acudieron al show de Greta Van Fleet en la ciudad de Sao Pablo. 
La gira concluyó con dos shows agotados en Philadelphia el 29 y 30 de diciembre de 2019, así la banda puso fin a una gira de casi 3 años. Finalmente la banda tenía libertad para trabajar en su tercer disco. Luego de tocar en Philadelphia, volaron a Nashville para pasar sus vacaciones. Desde entonces la única aparición pública de la banda fue el 17 de enero de 2020, en un pequeño bar de Nashville, donde Josh y Jake fueron vistos a un lado del escenario durante un show de Marcus King, en la presentación de su disco El Dorado.

### The Battle at Garden's Gate: Teclados y Rock Progresivo (2021-2022)
La banda tenía planeado dar una serie de show con teloneros de Metallica en abril de 2020 en Chile, Brasil y Argentina, pero la pandemia hizo que los conciertos se pospusieran. Durante todo 2020 la banda se centró en terminar de escribir y grabar su tercer disco The Battle at Garden's Gate que finalmente vio la luz el 16 de abril de 2021. El sencillo My Way, Soon fue lanzado el 9 de octubre de 2020 y alcanzó el puesto número 1 de los charts. 
El disco presenta un sonido distinto al blues/rock de los dos anteriores. The Battle at Garden's Gate presenta un sonido más orientado al rock progresivo pulido, con arreglos más complejos y sofisticados y letras más esotéricas y surrealistas. Por su parte, Sam Kiszka se centró más en su costado como tecladista, tocando todo tipo de instrumentos, desde un piano tradicional a un Fender Rhodes, Órgano Hammond, Mellotron y distintos tipos de sintetizadores como el minimoog. Comentó que si quería alcanzar el sonido que buscaban, más influenciado por bandas como Yes, Genesis, ELP o Camel, tenía que afrontar el disco más como un tecladista que como bajista. El resultado es el protagonismo total de las teclas a lo largo del disco. Jake Kiszka continuo usando su clásica Gibson Les Paul 61', pero experimentando más con distintas escalas y afinaciones. 
El disco fue presentado en la ciudad de Franklin en Estados Unidos frente a 8.000 personas. Tanto la puesta en escena, como el desempeño de la banda durante el show demostró una clara madurez, que ya se podía escuchar en el disco, pero que se terminó de hacer visible en los shows en vivo.

### Starcatcher (2023-presente)
En los últimos tres conciertos de su "Dreams in Gold Tour", la banda interpretó cinco nuevas canciones tituladas "Meeting the Master", "The Falling Sky", "The Indigo Streak", "Sacred the Thread", y "Farewell for Now". La banda anunció entonces en Twitter que su nuevo álbum se titularía Starcatcher, y sería lanzado el 21 de julio de 2023. El 9 de abril de 2023, la banda lanzó su primer sencillo del álbum titulado "Meeting the Master" en medios digitales, seguido de un video musical para la canción el 4 de mayo de 2023. El segundo sencillo de la banda "Sacred the Thread" fue lanzado en medios digitales el 19 de mayo de 2023. La banda lanzó dos sencillos más, "Farewell for Now" y "The Falling Sky" el 8 de junio, y el 27 de junio de 2023. 
La banda lanzó el álbum el 21 de julio de 2023, donde vendería 46.000 unidades en su primera semana y debutó a las 8 en el Billboard 200 de los Estados Unidos.

## Miembros

#### Miembros actuales
- Josh Kiszka: voz (2012–presente)
- Jake Kiszka: guitarra líder, coros (2012–presente)
- Sam Kiszka: bajo, teclados (2012–presente)
- Danny Wagner: batería (2013–presente)[22]

#### Miembros antiguos
- Kyle Hauck: batería (2012–2013)[23][24]

## Discografía

#### Disco de estudio
- 2017: From The Fires
- 2018: Anthem of the Peaceful Army
- 2021: The Battle At Garden's Gate
- 2023: Starcatcher

## Premios y nominaciones

#### Grammy Awards
| Año  | Candidato          | Premio                  | Resultado |
| ---- | ------------------ | ----------------------- | --------- |
| 2019 | Greta Van Fleet    | Mejor Nuevo Artista     | Nominado  |
| 2019 | Highway Tune       | Mejor Actuación de Rock | Nominado  |
| 2019 | Black Smoke Rising | Mejor Canción de Rock   | Nominado  |
| 2019 | From The Fires     | Mejor Álbum de Rock     | Ganador   |

#### Loudwire Music Awards
| Año  | Artista         | Premio              | Resultado |
| ---- | --------------- | ------------------- | --------- |
| 2017 | Greta Van Fleet | Mejor Nuevo Artista | Ganador   |